# ایروینگ فیشر
ایروینگ فیشر (انگلیسی: Irving Fisher; ۲۷ فوریهٔ ۱۸۶۷ – ۲۹ آوریل ۱۹۴۷) یک اقتصاددان، آماردان، مخترع، و مبارز اجتماعی مترقی آمریکایی بود. او یکی از اولین اقتصاددانان نئوکلاسیک آمریکا بود، هر چند بعد کار خود را در کاهش قیمت بدهی شده‌است توسط مدرسه ارسال کینزی در آغوش گرفت. جوزف شومپیتر او را به عنوان «بزرگترین اقتصاددانی که ایالات متحده تا به حال تولید کرده» توصیف می‌کند؛ عنوانی که بعدها توسط جیمز توبین و میلتون فریدمن تکرار شده‌است.
فیشر کمکهای مهمی به نظریه مطلوبیت و تعادل عمومی کرد. او همچنین یک پیشگام در مطالعه دقیق از انتخاب موقتی در بازار، که رهبری او را به توسعه یک تئوری نرخ سرمایه و منافع بود. تحقیق او در نظریه مقداری پول مکتب فکری اقتصاد کلان شناخته شده به عنوان افتتاح «پول گرایان.» فیشر نیز پیشگام اقتصادسنجی بود، از جمله توسعه اعداد شاخص. برخی از مفاهیم نام بعد از او عبارتند از معادله فیشر، فرضیه فیشر، اثر بین‌المللی فیشر، و قضیه جدایی فیشر.
فیشر شاید اولین اقتصاددان مشهور بود، اما شهرت او در طول عمر خود جبران‌ناپذیری با اظهارات عمومی خود، درست قبل از سقوط وال استریت در سال ۱۹۲۹ آسیب دیده بود، این ادعا که بازار سهام «فلات به‌طور دائم بالا» رسیده بود. نظریه‌های بعدی خود را از کاهش قیمت بدهی به عنوان یک توضیح از رکود بزرگ، و همچنین حمایت خود را از بانکی کامل ذخیره و ارزهای جایگزین، تا حد زیادی در حمایت از کار جان مینارد کینز نادیده گرفته شد. [۳] شهرت فیشر از آن زمان در بهبود اقتصاد نئوکلاسیک، به خصوص پس از کار خود را در اواخر ۱۹۵۰ کشف شد، و بیشتر به‌طور گسترده‌ای به دلیل افزایش علاقه در کاهش قیمت بدهی پس از رکود اقتصادی اواخر-۲۰۰۰.

## زندگی‌نامه
فیشر در ساجرتیس نیویورک زاذه شد. پدرش یک معلم بود و پسر خود را با اندیشه اینکه او باید فرد مفید و مؤثری برای جامعه شود پرورش داد. علی رقم اینکه او در یک خانواده مدهبی پرورش یافته بود اما در سال‌های بعد از زندگی خود به اندیشه خدا ناباوری روی گردانید و یک خدا ناباور شد. در زمان کودکی و نوجوانی او از خود توانایی خارق‌العاده در ریاضیات بروز داد. یک هفته بعد از پذیرش از دانشگاه ییل پدر را که در سن پنجاه و سه سالگی بود از دست داد؛ بنابراین برای گدران زندگی و خرج مادر و برادرش در مدارس تدریس می‌کرد. او در سال ۱۸۸۸ به عنوان دانشجوی ممتاز از دانشگاه یال فارغ التحصیل شد و برای دکتری اقدام کرد. در سال ۱۸۹۱ فیشر اولین دکترایش را در رشته اقتصاد از همان دانشگاه ییل دریافت کرد.: 14  مشاوران او در دانشکده ویلارد گیبس فیزیکدان و ویلیام گراهام سونر بودند. در دوران دانش آموزی او استعداد خوبی در درس ریاضیات نشان داد اما او رشته اقتصاد را برای اینکه به هدفش نزدیک بود انتخاب کرد. پایان‌نامه او در سال ۱۸۹۲ با عنوان تحقیقات ریاضی در زمینه تئوری ارزش و قیمت نشر یافت. در حقیقت پایان‌نامه او در زمینه توسعه دادن تئوری تعادل عمومی بود. هنگامی او در حال نوشتن پایان‌نامه بود نمی‌دانست لئون والراس دارد بر روی همین زمینه کار می‌کند. البته کار فیشر بلافاصله به رسمیت شناخته شد و مورد توجه فرانسیس رادجورس قرار گرفت. بعد از فارغ التحصیل شدن از دانشگاه او به پاریس و برلین سفر کرد و در آنجا به مطالعه و درس خواندن می‌پرداخت. از سال ۱۸۹۰ به بعد او در دانشگاه ییل باقی ماند و ابتدا به عنوان استاد به فعالیت و درس دادن پرداخت و در سال ۱۸۹۸ به عنوان استاد تمام و ممتاز در اقتصاد سیاسی کارش را ادامه داد. او در بسیاری از موسسات و سازمان‌های رفاهی فعالیت داشت. او در سال ۱۹۱۸ به عنوان رئیس انجمن اقتصاد آمریکا منصوب شد. او همچنین یک نویسنده پر مشغله بود. مقالات غیر اقتصادی را هم به خوبی مقالات و کتب اقتصادی می‌نگاشت. او در سال ۱۹۴۷ از دنیا رفت.

## نظریه‌های اقتصادی

### بهره و سرمایه
فیشر یک اقتصاد دان نئوکلاسیک معروف در حوزه تئوری سرمایه و سرمایه‌گذاری است. فیشر بهره را «شاخصی از ترجیح یک دلار [درآمد] کنونی نسبت به یک دلار درآمد در آینده از سوی جامعه» می‌خواند. او نظریه اش دربارهٔ بهره را نظریه «بی صبری و فرصت» نامید. فیشر این نکته را اصل قرار داده بود که نرخ‌های بهره از برهم کنش دو نیرو نتیجه می‌شوند: «رجحان زمانی» سرمایه از دید افراد و اصل فرصت سرمایه‌گذاری (مبنی بر این که درآمدی که اکنون سرمایه‌گذاری می‌شود، درآمد بیشتری را در آینده به بار خواهد آورد). این گفته‌ها بسیار شبیه به استدلال یوگن فون بوم باورک به نظر می‌رسد. به واقع خود فیشر می‌گوید که «نظریه بهره» (برای توضیح بیشتر here.)را «به یاد جان رائه و یوگن فون بوم باورک نوشتم؛ این دو فرد بنیان‌هایی را که من تلاش کرده‌ام کارم را بر آن‌ها استوار کنم، پی ریخته‌اند»، اما فیشر با این ایده بوم باورک که غیر مستقیم بودن فرایند تولید لزوماً میزان محصول را افزایش می‌دهد، مخالف بود و در عوض اعتقاد داشت که در نرخ بهره مثبت، هیچ‌کس هیچ‌گاه دوره‌ای طولانی‌تر را برای تولید برنخواهد گزید، مگر آن که تولید در آن دوره بیشتر باشد.
از این رو اگر به فرایندهای تولید برگزیده شده بنگریم، درمی یابیم که دوره‌های طولانی‌تر مولد تر هستند، اما به باور فیشر طول دوره، به خودی خود در بهره‌وری تأثیری ندارد. فیشر سرمایه را هر گونه‌ای از دارایی تعریف می‌کرد که جریانی از درآمد را در گذر زمان تولید کند. این جریان درآمدی از موجودی سرمایه‌ای که آن را به بار آورده، مجزا است؛ هر چند نرخ بهره این دو را به هم پیوند می‌دهد. فیشر نوشت که مشخصا ارزش سرمایه برابر است با ارزش حال جریان درآمدی (خالصی) که این دارایی پدیدمی‌آورد. امروز اقتصاد دانان هنوز به همین شیوه دربارهٔ سرمایه و درآمد می‌اندیشند.

### مقدار پولی یا مانیتاریسم
فیشر نظریه مقداری پول (یا مانیتاریسم) جدید تری را در قیاس با آنچه پیش تر وجود داشت، بنیان نهاد. او این نظریه را در قالب معادله مبادله تدوین کرد که می‌گوید MV=PT و در آن M برابر است با حجم پول، V برابر است با سرعت گردش پول در اقتصاد و P و T نیز به ترتیب برابرند با سطح قیمت‌ها و کل حجم تراکنش‌ها. در این حوزه نیز دانشمندان حوزه اقتصاد هنوز از این معادله کمک می‌گیرند؛ هر چند معمولاً از این گونه فرمول مبادله استفاده می‌کنند که MV=Py و در آن y برابر است با درآمد واقعی. این معادله می‌تواند ابزاری بسیار قدرتمند برای ارزیابی سازگاری و انسجام تفکر افراد دربارهٔ اقتصاد باشد. بریل اسپرینکل، مشاور اقتصادی ریگان که معاونت پولی اداره خزانه داری آمریکا را در سال ۱۹۸۱ بر عهده داشت، این معادله را برای نقد پیش‌بینی‌های اقتصادی همکار خود، دیوید استاکمن به کار گرفت. اسپرینکل به این نکته اشاره کرد که مفروضات استاکمن دربارهٔ رشد درآمد، نرخ تورم و رشد حجم پول تنها در صورتی می‌توانند درست از آب درآیند که سرعت گردش پول سریع تر از هر زمان دیگری در گذشته افزایش یابد، اما سرعت گردش پول عملاً کاهش یافت.

### بدهی کاهش قیمت
این نظریه به علت اشتباه فیشر در پیش‌بینی بازار سهام نادیده گرفته شد و نظریه اقتصادی کینزی روی کار بود. اما این نظریه در ۱۹۸۰ و به خصوص در اواخر سال ۲۰۰۰ احیا شد. استیونکین پیش‌بینی بحران اقتصادی سال ۲۰۰۸ را با همان نظریه فیشر که به وسیله همین مینسکی به روز شده بود کرد؛ بنابراین نظریه بدهی کاهش قیمت همراه با نام فیشر است

## مالیات بر درآمد
فیشر همچنین با مالیات‌های رایجی که بر درآمد وضع می‌شوند، مخالف بود و از جایگزینی آن با مالیات بر مصرف دفاع می‌کرد. این موضع او مستقیماً در نظریه سرمایه اش ریشه داشت. به گفته فیشر، وقتی افراد بخشی از درآمد جاری خود را پس‌انداز می‌کنند و آن را برای سرمایه‌گذاری در کالاهای سرمایه‌ای که موجد درآمدهایی در آینده هستند استفاده می‌کنند، نخست مالیاتی را از محل درآمدی که برای خرید کالاهای سرمایه‌ای استفاده می‌کنند، می‌پردازند و بعد دوباره از محل درآمد حاصل از سرمایه نیز از آن‌ها مالیات ستانده می‌شود. به باور او این مالیات ستانی دوباره از پس‌انداز است و قوانین مالیاتی را به قوانینی علیه پس‌انداز و به نفع مصرف بدل می‌کند. امروزه اقتصاد دانان هنوز استدلال فیشر را در دفاع از مالیات بر مصرف به کار می‌گیرند. فیشر در ساخت و استفاده از شاخص‌های قیمتی پیشتاز بود.

## معادله فیشر
معادله فیشر در ریاضیات مالی و اقتصاد، رابطهٔ بین نرخ بهره اسمی و نرخ بهرهٔ واقعی را تخمین می‌زند. این نام‌گذاری بعد از فوت اروین فیشر، کسی که به واسطهٔ فعالیت‌هایش پیرامون نرخ بهره معروف بود، انجام گرفت. در حوزه مالی معادله فیشر، در وهله اول برای محاسبه بازده تا سر رسید اوراق قرضه و همچنین محاسبه نرخ بازده داخلی سرمایه‌گذاری‌ها مورد استفاده قرار می‌گیرد. در علم اقتصاد، این معادله به منظور پیش‌بینی رفتار نرخ بهره اسمی و نرخ بهره واقعی مورد استفاده است.
در معادله فیشر، r نشان دهندهٔ بهره اسمی، i نشان دهنده نرخ بهره واقعی و π نشان دهندهٔ نرخ تورم می‌باشد.
{\displaystyle i\approx r+\pi }
معادلهٔ فوق یک تخمین خطی است، اما معمولاً به عنوان یک «معادله» تلقی می‌گردد.
{\displaystyle i=r+\pi }
معادله فیشر هم می‌تواند به عنوان پیش‌بینی و هم به عنوان بررسی تاریخی تحلیل، مورد استفاده قرار گیرد. همچنین بررسی تاریخی این معادله می‌تواند به عنوان قدرت واقعی خرید یک وام مطرح گردد:
{\displaystyle r=i-\pi }
اضافه کردن موضوع انتظارات به معادله فیشر و همچنین در نظر گرفتن نرخ بازده مورد انتظار مطلوب و نرخ تورم مورد انتظار πe (حرف e به معنی انتظار (expected) می‌باشد) در طول دورهٔ وام، می‌تواند به عنوان یک مدل پیش‌بینی برای تصمیم‌گیری پیرامون نرخ بهره اسمی که باید برای وام در نظر گرفته شود، مورد استفاده قرار گیرد.
{\displaystyle i=r+\pi ^{e}}
معادله اخیر قبل از فیشر هم وجود داشته‌است. اما فیشر، تقریب بهتری از معادله را پیشنهاد می‌دهدکه در ذیل آمده‌است.
{\displaystyle 1+i=(1+r)(1+\pi ).}

## توهم پولی
یک شخص یا یک جامعه بدون در نظر داشتن آثار پدیده تورم در کاهش قدرت خرید، صرفاً با اتکا به افزایش اسمی درآمد خود، احساس ثروتمند شدن یا سرخوشی از افزایش درآمد کند، این فرد یا جامعه، از منظر علم اقتصاد دچار توهم پولی است.
به بیان دیگر توهم پولی عبارتست از تمایل به فراموش کردن تغییر ارزش پول، در نتیجهٔ تورم یا رکود. مثلاً در مواقع تورم افراد ممکن است، به عقد قراردادهایی مبادرت کنند، بدون توجه به اینکه پول در نتیجهٔ تورم ارزش خود را از دست می‌دهد.

## سقوط بازار سهام و نقش فیشر
در این روز بورس وال استریت نیویورک با قیمت‌هایی ثابت آغاز بکار کرد از ۱۸ ماه قبل شاخص وال استریت بی‌وقفه منحنی صعودی را طی کرده و ۳۴۰ درصد افزایش یافته بود. دو روز پیش از این تاریخ، ایروینگ فیشر یک اقتصاددان بسیار مشهور و استاد دانشگاه ییل در روزنامه نیویورک تایمز تأکید کرده بود «سطح قیمت سهام هنوز خیلی پایین است». با این حال، پس از ۱۸ماه صعود بی‌وقفه و سرسام‌آور قیمت سهام، بورس بازان دیگر افزایش نامحدود ارزش سهام را باور نداشتند. پس برنده شخصی بود که هر چه زودتر سهام خود را بفروشد. در روزهای بعد، ارزش سهام تا ۳۰ درصد کاهش یافت. روز ۲۹ اکتبر سال ۱۹۲۶ که به «سه شنبه سیاه» معروف شد، سقوط بازار بورس وال استریت تأیید شد و جهان غرب با بزرگترین بحران اقتصادی خود مواجه گردید. بازارهای بورس شیکاگو و بوفالو تعطیل شدند و موج خودکشی‌ها به راه افتاد.

## بیماری فیشر
او از سال ۱۸۹۸ به مدت سه سال با بیماری سل دست و پنجه نرم می‌کرد و در آخر ان را شکست داد. البته این بیماری سبب مرگ پدرش شده بود

## فعالیت‌های بهداشتی-اجتماعی
او علاقه‌ای به فعالیت در حوزه بهداشت و سلامت داشت. او از خوردن گوشت قرمز پرهیز می‌کرد و گیاه‌خوار بود. همچنین او مقالاتی در حوزه عدم استفاده از مواد مخدر و سیگار نوشت.

## کتاب فیشر در حوزه سلامت!
چگونه زندگی کنیم: قواعدی برای زندگی سالم بر پایه علم جدید-این کتاب به عنوان کتابی پر فروش شناخته می‌شود

## گزیده‌ای از آثار انتشار یافته
فیشر، ایروینگ نورتون، ۱۹۶۱.  کتابشناسی آثار ایروینگ فیشر  (۱۹۶۱). تدوین به وسیلهٔ پسر فیشر؛ شامل ۲۴۲۵ مدخل است.
- اولیه
  - ۱۸۹۲.  تحقیقات ریاضی در تئوری ارزش و قیمت [۱۴] به فصل رفته لینک‌ها
  - ۱۸۹۶.  قدردانی و بهره . ارتباط دادن.
  - ۱۹۰۶.  ماهیت سرمایه و درآمد [۱۵] به فصل رفته لینک‌ها
  - سال ۱۹۰۷.  نرخ بهره . <نام مرجع = Bidwell1909/> عصاره بایگانی‌شده  در ۱۵ دسامبر ۲۰۱۷ توسط Wayback Machine از مقدمه و پیوست به ch. VII.
  - سال ۱۹۱۰، سال ۱۹۱۴.  آشنایی با علوم اقتصادی . بخش لینک‌ها
  - 1911a,[۱۶] ۱۹۲۲، 2nd ویرایش  قدرت خرید پول: تعیین و ارتباط آن با اعتبار، بهره، و بحران . به فصل رفته لینک از کتابخانه ی اقتصاد و آزادی (LE & L). متن کامل ۱۹۲۰ نسخه آنلاین از طریق فریزر
  - 1911b، ۱۹۱۳.  اصول ابتدایی اقتصاد . به فصل رفته لینک‌ها
  - ۱۹۱۵.  چگونه به زندگی: قوانین برای سالم زندگی بر اساس علم مدرن  (با یوجین لیون فیسک). لینک
  - سال ۱۹۱۸، "آیاً سودمند 'ترم مناسب برای مفهوم آن استفاده می‌شود به معنی؟ "  نقد و بررسی اقتصادی آمریکا ، PP و nbsp؛ 335-37]. چاپ شود.
  - 1921a. "دلار تثبیت،" اد تاریخ 12th، دانشنامه بریتانیکا  .. XXX, PP & nbsp؛ در. ۸۵۲–۸۵۳. از LE & L چاپ صفحه لینک.
  - 1921b،  بهترین شکل شماره اول،   آمریکا آماری انجمن فصلنامه . ۱7 (133)، ص. صص ۵۳۳-۵۳۷.
  - ۱۹۲۲.  ساخت اعداد شاخص: مطالعه از انواع آنها، آزمایش، و قابلیت اطمینان [۱۷] به فصل رفته لینک‌ها،
  - سال ۱۹۲۳، «چرخه کسب و کار تا حد زیادی یک رقص از دلار،»  مجله انجمن آمار آمریکا ، ۱۸، صص کنید & nbsp؛ 1024-1028. لینک
  - سال ۱۹۲۶، «رابطه آماری بین بیکاری و تغییرات قیمت،»  نقد و بررسی بین‌المللی کار ، ۱3 (6)، ص صص ۷۸۵-۹۲. تجدید چاپ سال ۱۹۷۳، «من کشف منحنی فیلیپس: رابطه آماری بین بیکاری و تغییرات قیمت،»  مجله اقتصاد سیاسی ، ۸۱ (۲، قسمت ۱)، ص [http://www.jstor.org/ / PSS / 1830534 صص ۴۹۶-۵۰۲.
  - سال ۱۹۲۷، «یک روش آماری برای اندازه‌گیری، مطلوبیت نهایی و تست عدالت از مالیات بر درآمد پیشرو» در  مقالات اقتصادی همکاری به افتخار جان بیتس کلارک .
  - سال ۱۹۲۸، توهم پولی، نیویورک: آدلفی شرکت. به فصل پیش نمایش حرکت لینک‌ها
  - 1930a.  بازار سهام سقوط و پس از .
  - 1930b.  تئوری بهره [۱۸] فصل اول بایگانی‌شده  در ۱۵ دسامبر ۲۰۱۷ توسط Wayback Machine فصل [لینک http://www.econlib.org/library/YPDBooks/Fisher/fshToI.html]، هر شماره با بند از طریق LE & L.
  - ۱۹۳۲.  رونق و رکودهای: برخی از اصول اولیه . متن کامل آنلاین از طریق فریزر.
  - 1933a. «نظریه بدهی کاهش قیمت رکود بزرگ،"  اقتصادسنجی ، 1 (4)، ص. ۳۳۷-۳۵۷ از طریق فریزر.
  - 1933b.  تمبر انبان . متن آنلاین کامل
  - ۱۹۳۵.  ۱۰۰٪ پول . متن آنلاین کامل
  - ۱۹۴۲. "مالیات بر درآمد سازنده: یک پیشنهاد برای اصلاحات." نیویورک: هارپر و برادران.
  - ۱۹۹۶.  آثار ایروینگ فیشر.  نوشته شده توسط: ویلیام جی باربر و همکاران ۱۴ جلد لندن: پیکرینگ و گپ.
- فیشر، ایروینگ. (۱۸۹۲).  تحقیقات ریاضی،